# Hongerwinter

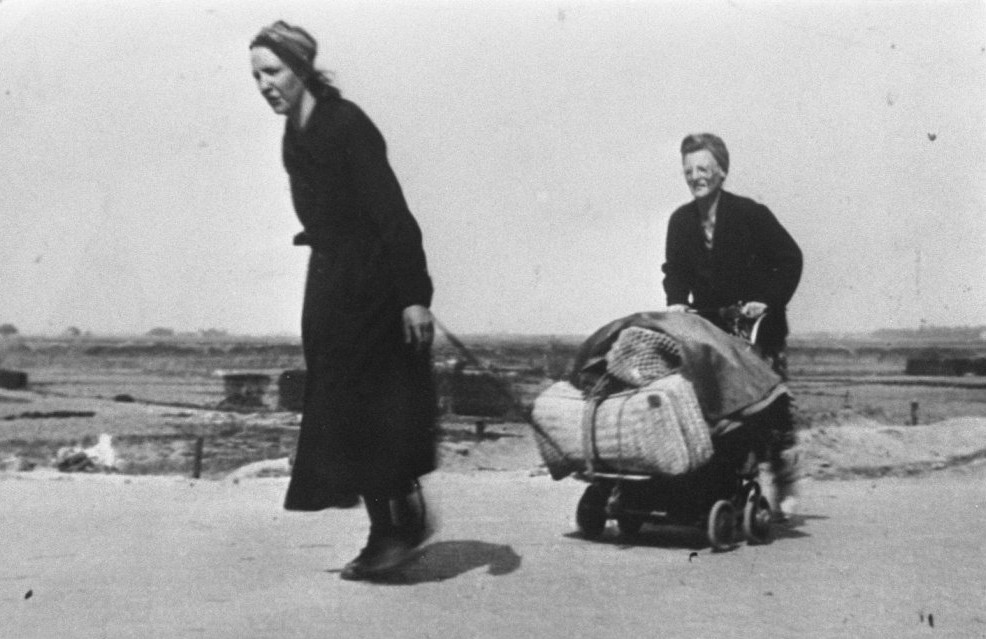
Zwei Niederländerinnen während der Hungersnot (Winter 1944/1945)

Der Hongerwinter (deutsch Hungerwinter) oder die Niederländische Hungersnot im Winter 1944/45 war eine Hungersnot im Zweiten Weltkrieg, die sich gegen Ende der deutschen Besetzung der Niederlande während der Monate Oktober 1944 bis April 1945 ereignete. Besonders betroffen war das dicht besiedelte Holland.
Eine deutsche Blockade verhinderte ab September 1944, dass diese Region mit Nahrung und Brennstoffen aus den ländlicheren Regionen der Niederlande versorgt wurde. Von der Hungersnot, die im Oktober 1944 einsetzte, waren 4,5 Millionen Menschen betroffen, deren Lebensmittelversorgung bereits in den vorherigen Kriegsjahren rationiert gewesen war. Die Zahl der an Hunger Gestorbenen wird heute auf 18.000 bis 22.000 geschätzt. Ältere Quellen nennen als Folgen der Hungerkatastrophe 200.000 Verhungerte; diese Zahl wurde 1999 vom niederländischen Historiker David Barnouw widerlegt. Die Versorgung der Bevölkerung mit Lebensmitteln und Brennstoffen verbesserte sich erst nach dem Waffenstillstand von Achterveld am 30. April 1945.
Die Auswirkungen des Hungers auf die Menschen, die diese Hungersnot überlebten, waren Gegenstand medizinischer Langzeitstudien, die unmittelbar nach Ende des Zweiten Weltkrieges begannen. Zu den Ergebnissen dieser Studien zählt die Erkenntnis, dass eine Hungerphase einer Schwangeren die körperliche und geistige Entwicklung des Fötus prägt. Das Neugeborene leidet daran sein Leben lang; sogar in der nachfolgenden Generation lassen sich noch Auswirkungen finden.

## Verlauf

### Der Eisenbahnerstreik

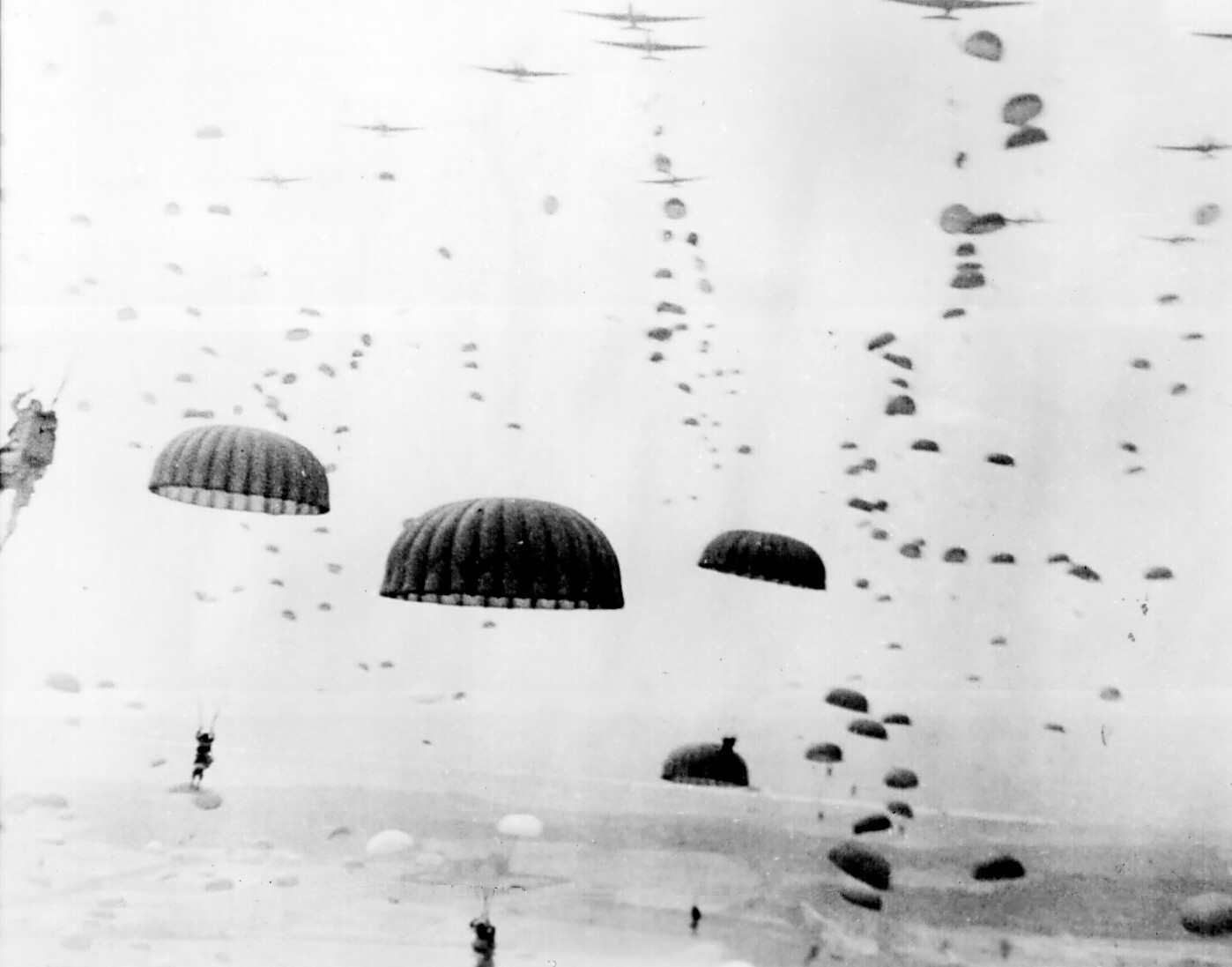
Fallschirmjäger landen in den Niederlanden während der Operation Market Garden (September 1944)

Im September 1944 versuchten die Alliierten im Rahmen der Operation Market Garden einen schnellen Vorstoß zum Rhein, der scheiterte. Befreit wurde nur der Süden der Niederlande. In dem Teil der Niederlande, der schließlich noch bis Ende April 1945 besetzt blieb, wurden die Lebensumstände der Bevölkerung deutlich härter. Es kam zu einer Reihe von Repressalien durch die Besatzungsmacht gegenüber der Bevölkerung, gleichzeitig wurden die Auseinandersetzungen zwischen dem niederländischen Widerstand und den Deutschen zunehmend erbitterter. Ertappte Widerstandskämpfer wurden nun umgehend erschossen, die von ihnen genutzten Häuser niedergebrannt.
Auf Anordnung von Prinz Bernhard und der niederländischen Exilregierung in London begannen die niederländischen Eisenbahner in demselben Monat einen Streik und tauchten in den Untergrund ab, um den deutschen Nachschub lahmzulegen. Dieser allgemeine Eisenbahnerstreik war von langer Hand vorbereitet. Bereits vor dem Beginn der Operation Market Garden hatte das Hauptquartier der Alliierten die niederländische Exilregierung in London um einem Aufruf zu einem solchen Streik gebeten. Ziel des Streiks war es, die deutschen Militärtransporte möglichst empfindlich zu stören und damit auch den Transport von V-Waffen aus Deutschland in den Westen der Niederlande zu verhindern. Die Aktion war von der niederländischen Bahndirektion bereits seit dem D-Day vorbereitet worden; der Mehrheit der 30.000 niederländischen Eisenbahner gelang es, in den Untergrund zu gehen.
Zum Eisenbahnerstreik hatte die niederländische Exilregierung in dem Bewusstsein aufgerufen, dass dies die Beförderung von Steinkohle und Lebensmitteln in den Westen der Niederlande gefährden würde. Allerdings ging man davon aus, dass bis zur vollständigen Befreiung des Landes nicht mehr viel Zeit vergehen würde. Die beiden wichtigsten niederländischen Beamten, Hans Max Hirschfeld und Stephane Louise, die für die Lebensmittelversorgung zuständig waren, widersetzten sich zudem erfolgreich dem deutschen Druck, sich gegen den Eisenbahnerstreik auszusprechen. In Reaktion auf den Streik und die Weigerung der niederländischen Beamten verbot der deutsche Reichskommissar für die Niederlande Seyß-Inquart den Einsatz von Binnenschiffen zum Transport von Lebensmitteln und Brennstoffen aus dem Norden und Osten des Landes in den Westen. Parallel begannen die Deutschen, wichtige Teile der Niederlande unter Wasser zu setzen, um so die Befreiung der Niederlande durch die Alliierten zu verhindern oder mindestens zu erschweren.

### Auswirkungen auf die Bevölkerung

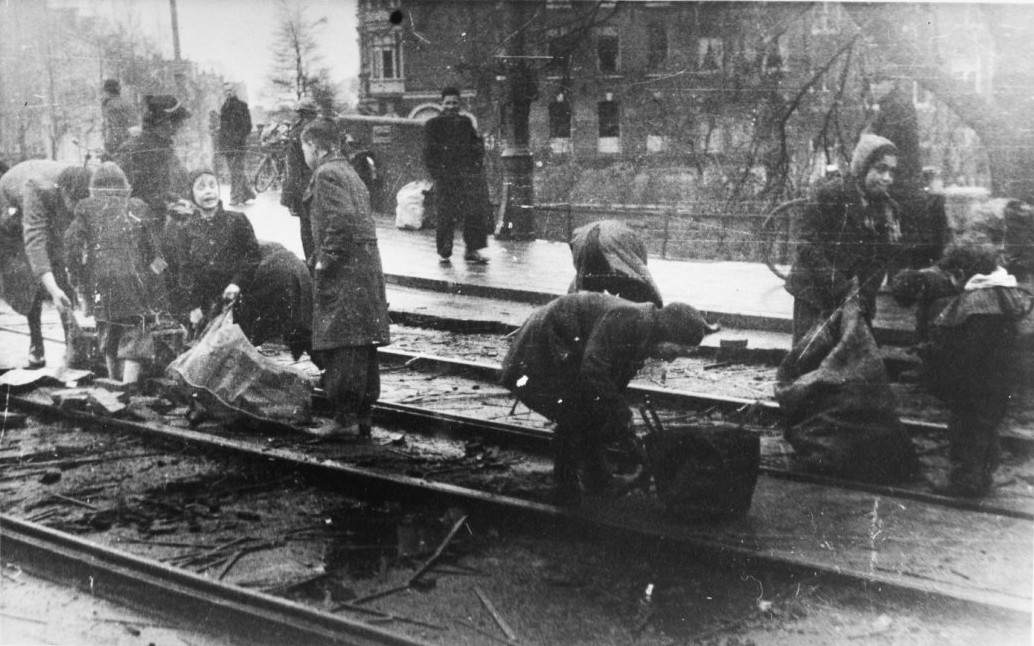
Niederländer entwenden Holzschwellen der Straßenbahnschienen

In den Niederlanden war während der Besatzungszeit ein engmaschiges Zuteilungssystem aufgebaut worden, das das Ziel hatte, die zunehmend knappen Mittel so zu verteilen, dass niemand Hunger litt. Parallel war unvermeidlich ein Schwarzmarkt entstanden, der von der Bevölkerung als nicht verwerflich eingestuft wurde, da man argumentierte, dass ansonsten die Deutschen noch mehr Lebensmittel requirieren würden. Für die ärmsten Bevölkerungsschichten gab es bereits seit dem Winter 1940 zentrale Garküchen, die anfangs kaum genutzt wurden, die während des Hungerwinters 1944/45 jedoch eine große Rolle in der Versorgung der Bevölkerung spielten.
Unter dem Transportstopp litt besonders die überwiegend städtische Bevölkerung Westhollands, die auf Lebensmittel- und Brennstoffzufuhren angewiesen war und von deutschen Truppen bis zur Kapitulation Deutschlands besetzt blieb. In Westholland waren die Auswirkungen des Transportstopps bereits im Oktober spürbar. Eine Million Haushalte im Westen der Niederlande hatten ab Oktober kein Gas oder Strom mehr, weil die Vorräte erschöpft waren. Versorgt wurden nur noch Krankenhäuser, zentrale Küchen und deutsche Einrichtungen. Mangels Brennstoff begann die holländische Bevölkerung, wieder mit Torf zu feuern, die Bahnhöfe nach Kohlegrus und Koks abzusuchen. Bäume in Parks und Grünanlagen wurden illegal geschlagen und die Holzschwellen der Straßenbahntrassen entwendet. Auch Holzwerk aus leerstehenden Gebäuden wurde entfernt. Dabei kam es auch zu Gebäudeeinstürzen, bei denen Menschen ums Leben kamen.

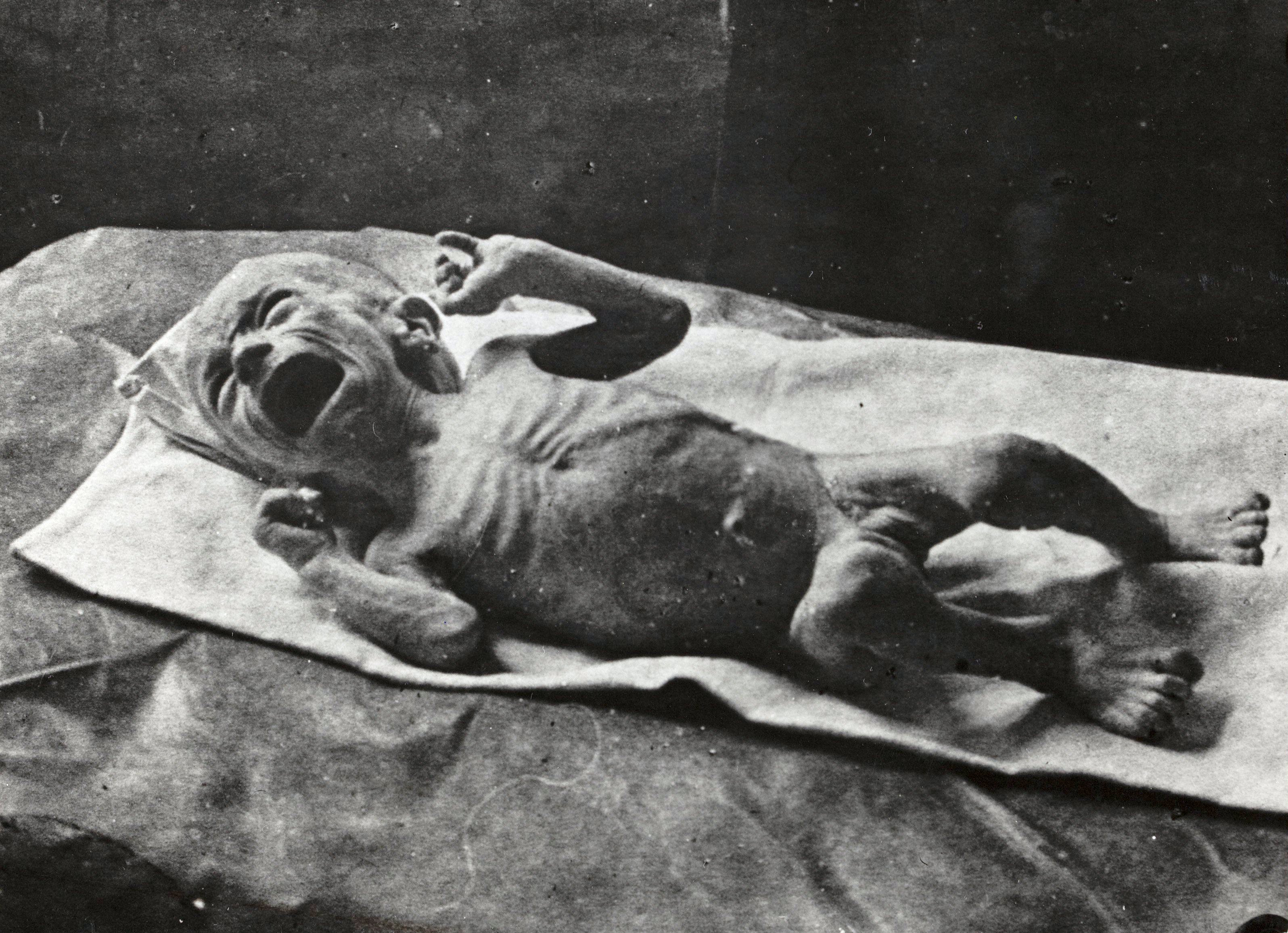
Hungerndes Baby, vier Monate alt, Breda, 1. Januar 1945

Ähnlich dramatisch entwickelte sich die Situation der Lebensmittelversorgung: Butter fehlte gleichfalls bereits im Oktober 1944, andere tierische Fette gingen wenig später aus. Die kurzfristige Milderung des Transportstopps im November, als von den deutschen Besatzern zeitweilig wieder Lebensmitteltransporte über die Wasserwege erlaubt wurden, war nicht in der Lage, diese Not zu lindern. Von September bis März hatte jede Person in Westholland nur 1,3 Liter Öl zur Verfügung, das entspricht einer kleinen Tasse pro Monat, die kaum reichte, um Gerichte zuzubereiten. Es wurden zwar Lebensmittelkarten für Kartoffeln ausgeteilt, aber es waren sehr bald keine mehr vorhanden und die Karten konnten in Suppenküchen nur noch gegen wässrige Suppen eingetauscht werden. Bereits gegen Ende November lag die tägliche Zufuhr an Nahrungsenergie nur noch bei 1000 Kilokalorien (kcal), deutlich weniger als die 2300 beziehungsweise 2900 kcal, die für eine körperlich aktive Frau beziehungsweise einen körperlich aktiven Mann für angemessen gehalten werden. Verzehrt wurden zunehmend Grundstoffe, die zuvor nicht in der menschlichen Ernährung Verwendung fanden: Zuerst wurden Zuckerrüben verarbeitet, später auch Blumenzwiebeln. Die Brotzuteilung fiel auf 800 Gramm pro Monat und Person im November und wurde im April 1945 nochmals halbiert. Betroffen von der Hungersnot waren vor allem die finanziell schwächeren Schichten; auf dem Schwarzmarkt waren für die Bevölkerungsteile, die sich dies finanziell erlauben konnten, noch Lebensmittel erhältlich.
Die ersten Fälle mit Hungerödemen wurden im Januar 1945 in Krankenhäuser eingeliefert. Im Februar wurden spezielle Kliniken geschaffen, in denen Personen aufgenommen wurden, die mehr als 25 Prozent ihres Gewichtes verloren hatten. Diese erhielten in diesen Kliniken zusätzliche Rationen. Einer der medizinischen Verantwortlichen gestand aber ein, dass man den Notleidenden vor dem Hintergrund der allgemeinen Lebensmittelknappheit nur wenig Erleichterungen verschaffen könne. Viele der Notleidenden starben zu Hause oder auf den Straßen. Insgesamt geht man von 18.000 bis 22.000 unmittelbaren Todesopfern in Folge der Hungersnot aus.
Später wurde die Tulpe das Symbol dieses Hungerwinters. Dies lag vor allem an der Bildhaftigkeit: Die Tulpe war damals das niederländische Produkt schlechthin. Die Nutzung von Tulpenzwiebeln als Ersatzlebensmittel hatte besondere Hintergründe. Da die West-Niederlande vom Rest Europas abgeschnitten war und dadurch der Export von Tulpenzwiebeln zum Erliegen kam, lagen große Mengen auf Lager. Nachdem niederländische Ärzte erklärt hatten, dass Tulpenzwiebeln zum Verzehr geeignet seien, verkauften Tulpen-Züchter diese als Nahrung. Der Geschmack dieser Zwiebeln war – im Vergleich zu dem der ebenfalls ersatzweise gegessenen Zuckerrüben – zudem derart ungewohnt, dass darüber viel gesprochen wurde.

### Hilfsmaßnahmen

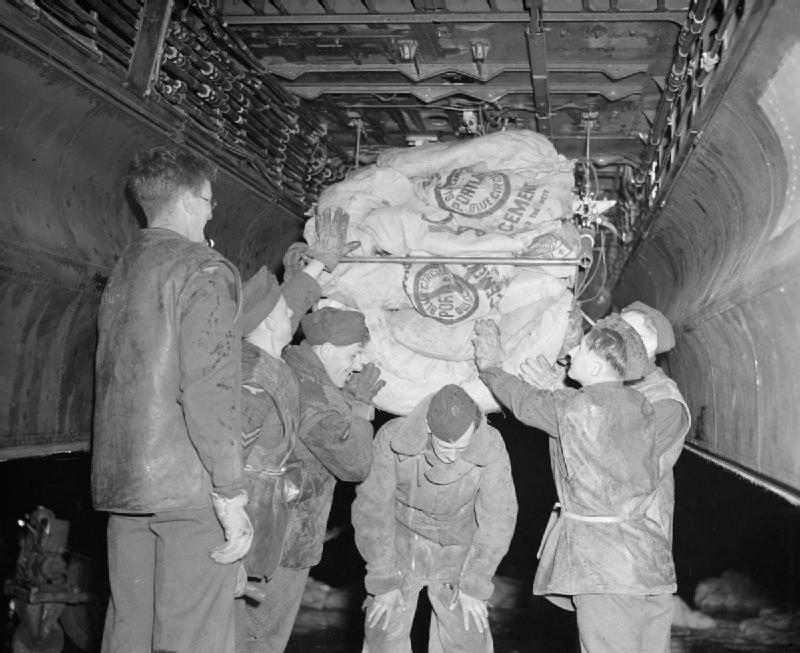
Eine Lancaster wird mit Lebensmitteln in Zementsäcken beladen, 29. April 1945

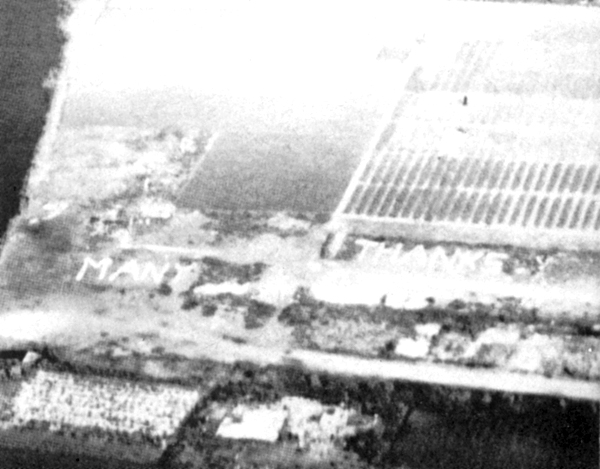
„MANY THANKS“, geschrieben mit Tulpen, Mai 1945

Alleinstehende und ältere Personen waren von der Hungersnot in besonderem Maße betroffen, da ihnen häufig die Hamsterfahrten nicht möglich waren, mit denen sich ein Teil der Bevölkerung in den ländlichen Provinzen Lebensmittel erbettelten oder eintauschten. Private Organisationen, von denen die Mehrzahl ihren Ursprung im kirchlichen Bereich hatten, versuchten auf dem Land Nahrungsmittel zu organisieren, die in den Stadtgebieten gerecht verteilt wurden. Unterernährte Stadtkinder wurden zum Teil aufs Land zu Bauern evakuiert, wo sie teils bis zur vollständigen Befreiung der Niederlande blieben.
Da die deutschen Besatzer offensichtlich nicht in der Lage waren, eine ausreichende Lebensmittelversorgung der Bevölkerung im Westen der Niederlande sicherzustellen, drängte die niederländische Exilregierung die Alliierten, mit Hilfsmaßnahmen einzuschreiten. Ein Getreidetransporter, der von Süddeutschland aus kommend über den Rhein die Niederlande versorgen sollte, blieb letztlich stecken, weil die Alliierten sich weigerten, den Rhein zur neutralen Zone zu erklären.
Nach langen Verhandlungen mit den Alliierten einerseits und mit dem Reichskommissariat für die besetzten niederländischen Gebiete andererseits erwirkte das Internationale Komitee vom Roten Kreuz die Zustimmung beider Seiten für eine schwedische Hilfslieferung. Ende Januar 1945 liefen von Schweden zwei Rotkreuzschiffe aus, beladen unter anderem mit Mehl, Graupen, Erbsen, Margarine, Milchpulver und getrocknetem Gemüse. Weitere vier Wochen vergingen, bis eine Einigung über den Hafen zustande kam, an dem die Schiffe entladen werden sollten. Dies geschah schließlich Ende Februar, fast fünf Monate nach Beginn der Hungersnot, in Delfzijl. In der ersten Märzwoche erhielt jede Person in den vom Hunger betroffenen Gebieten 800 Gramm Brot und 125 Gramm Margarine kostenlos zugeteilt.
Ende April schließlich kam es in der Operation Manna zehn Tage lang zu Versorgungsflügen über dem besetzten Gebiet. Mit dem deutschen Reichskommissar konnten nach mühseligen Verhandlungen ein zeitlich und örtlich begrenzter Waffenstillstand ausgehandelt werden. Die Royal Air Force begann die Operation Manna allerdings bereits am Morgen des 29. April, noch bevor der Waffenstillstand sicher war. Von der BBC waren die Versorgungsflüge schon am 28. April angekündigt worden, damit die Abwurfplätze von den Niederländern markiert werden konnten und genügend Personal zum Einsammeln und für den Weitertransport bereitstehen würde. Da nicht genügend Fallschirmseide verfügbar war, musste der Abwurf der Güter im Tiefflug ohne Fallschirm erfolgen. Zunächst erfolgte ein testweiser Versorgungsflug durch zunächst zwei Lancaster-Bomber, die im Tiefflug über die deutsche Luftabwehr flogen, ihre Versorgungsgüter abwarfen und ohne Zwischenfall auf ihren Flugplatz zurückkehrten. Die RAF flog dann insgesamt Einsätze mit 3.156 Lancaster-Flügen und 145 Mosquito-Flügen, bei denen 6.684 Tonnen Versorgungsgüter abgeworfen wurden.
Die US-amerikanische Operation Chowhound (dt. Futtersack) begann wegen schlechter Sicht erst am 1. Mai, dabei wurden von zehn Bombergruppen der 3rd Air Division der Eighth Air Force bei 2.268 Flügen etwa 4.000 Tonnen Lebensmittel abgeworfen.

## Bedeutung der Hungersnot für die Wissenschaft

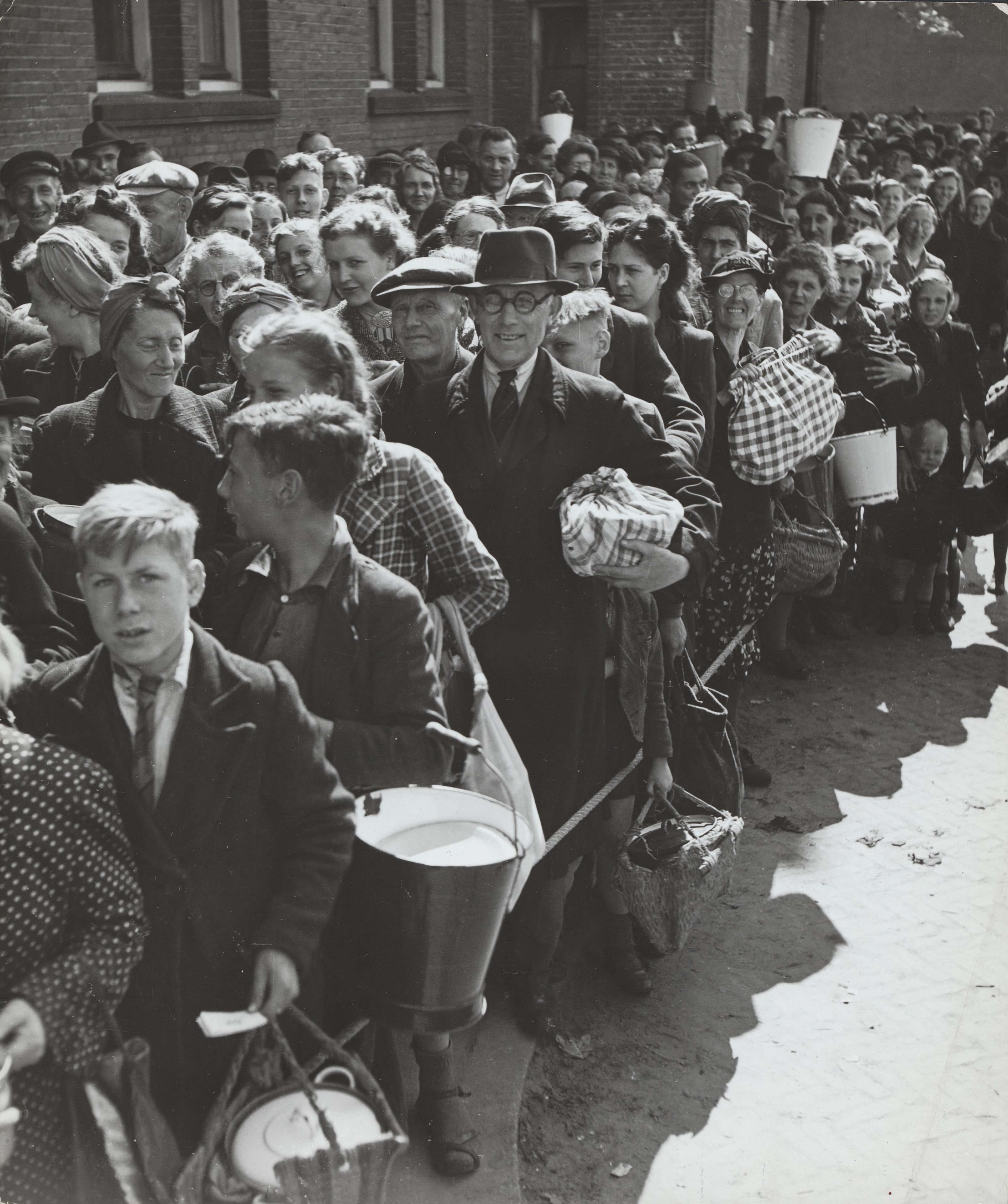
Amsterdam, 1. Juni 1945: Menschen warten auf die Austeilung von Lebensmitteln

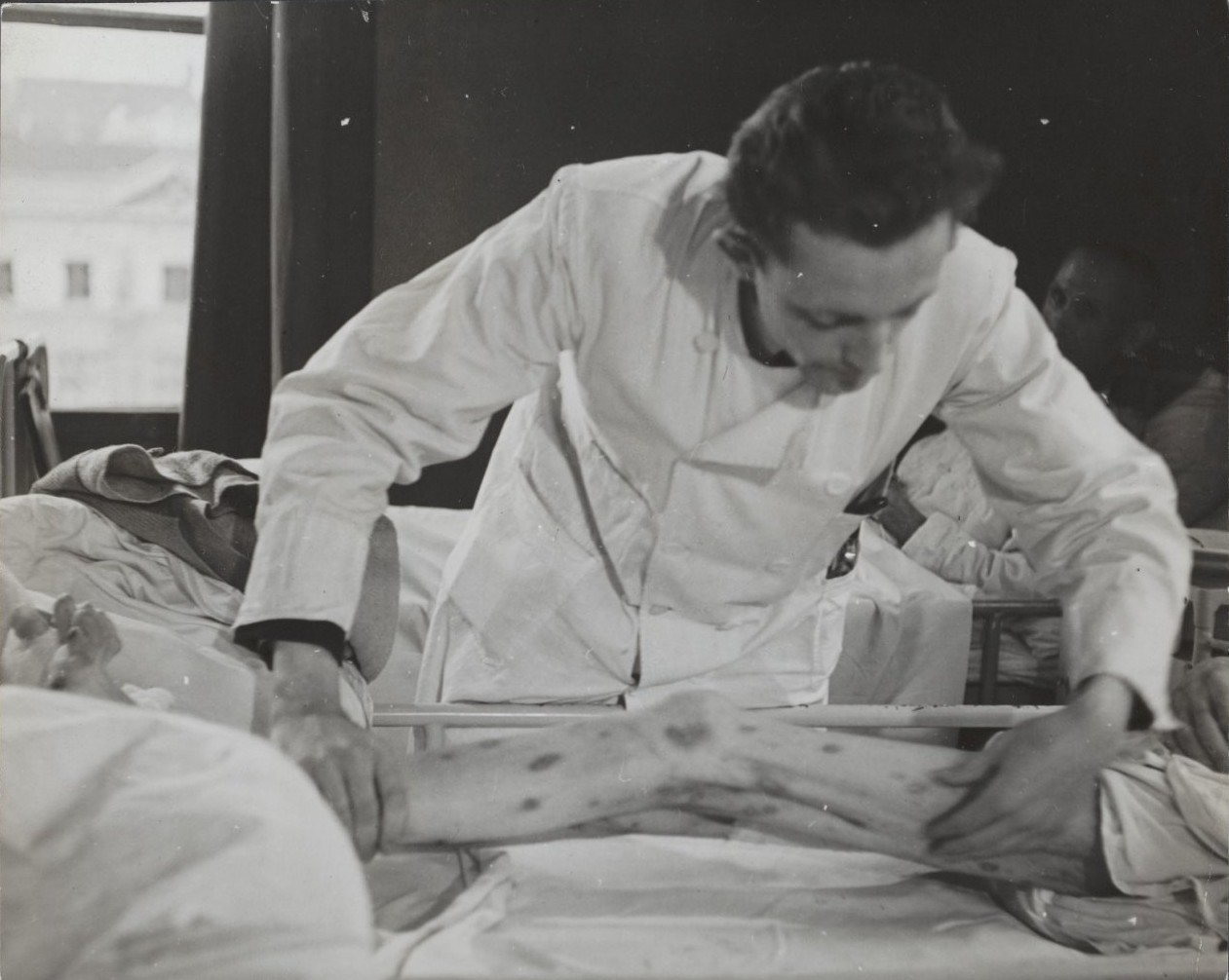
Versorgung eines unter Hungerödemen leidenden Menschen, Amsterdam, 1. Juni 1945

Der niederländische Hungerwinter 1944/45 ist eine der seltenen Fälle einer Hungersnot in einer modernen und entwickelten Gesellschaft, in der regelmäßig verschiedene Daten zur Gesundheit der Bevölkerung erhoben worden waren und weiter erhoben wurden. Es ist auch einer der wenigen Fälle, bei denen der Beginn und das Ende der Hungersnot eindeutig zu bestimmen waren.
Der US-amerikanische Mediziner Clement Smith der Harvard Medical School erkannte als einer der ersten, dass die niederländische Hungersnot im Winter 1944/45 die Möglichkeit bieten würde, die langfristigen Auswirkungen mütterlicher Unterernährung auf die Entwicklung von Ungeborenen und deren spätere Krankheitsgeschichte zu verstehen. Aus dieser Überlegung ging die „Dutch Famine Birth Cohort Study“ hervor, eine internationale Langzeitstudie, die bis heute fortgesetzt wird und an der führend mehrere Abteilungen der medizinischen Hochschule in Amsterdam sowie das Medical Research Council der University of Southampton beteiligt sind. Bereits im Mai 1945 begannen Mediziner aus den USA und Großbritannien in den Niederlanden mit entsprechenden Untersuchungen, die zunächst wie erwartet feststellten, dass Geburtsgewicht und mütterliche Unterernährung miteinander stark korreliert sind.

### Studien in den 1960er Jahren
In den späten 1960er Jahren untersuchte eine Gruppe von Wissenschaftlern die Auswirkungen der Hungersnot auf Männer, die während der Hungersnot geboren oder gezeugt wurden. Auf Grund der umfangreichen Daten, die die niederländische Regierung über ihre Bevölkerung sammelte, konnte die Krankengeschichte von 100.000 Männern detaillierter untersucht werden. Alle diese Männer hatten im Rahmen ihrer militärischen Eignungsuntersuchungen umfangreiche Tests durchlaufen, bei denen sowohl ihre physische als auch psychische Gesundheit untersucht wurde. Die Wissenschaftler hatten ihre Untersuchung mit der Arbeitshypothese begonnen, dass Kinder, die während der Hungersnot zur Welt kamen oder gezeugt wurden, einen geringeren Intelligenzquotienten aufweisen würden als Kinder der vorhergehenden oder nachfolgenden Jahrgänge.
Die Wissenschaftler fanden, dass die Geburtenrate bedingt durch die Hungersnot deutlich zurückgegangen war. Sie betrug nur ein Drittel der normalen Geburtsrate. Dies war erwartet worden. In der Studie zeigte sich auch, dass eine werdende Mutter die ersten Auswirkungen einer Hungersnot körperlich abfängt. Erst wenn ihre Unterernährung ein gewisses Maß übersteigt, wird auch der Fötus geschädigt. Föten, deren Entwicklung während des ersten Trimesters beeinträchtigt wurden, kamen häufiger zu früh zur Welt. Statistisch auffällig war auch die Zahl der Totgeburten. Auch die Rate der Säuglichkeitssterblichkeit war für diese Kinder ungewöhnlich hoch. Kinder, die überlebten, hatten häufiger Schäden am Zentralen Nervensystem. Dagegen fand sich keine Einschränkung bei der geistigen Entwicklung.

### Studien in den 1970er Jahren
Die Untersuchungen an Personen, die während der Hungersnot gezeugt oder ausgetragen wurden, wurden in den 1970er Jahren fortgesetzt. Diese Untersuchung fokussierten auf die Frage, wie die spätere Gewichtsentwicklung bei den Männern verlief, die während ihrer pränatalen Entwicklung von der Hungersnot betroffen waren. Analysiert wurden die Daten von wehrpflichtigen Männern, die in den 1960er Jahren erhoben worden waren. Dabei zeigte sich, dass die Auswirkungen maßgeblich davon abhingen, in welchem Entwicklungsstadium sich der jeweilige Embryo befand, als seine Mutter unterernährt war. Durchlitt er indirekt die Hungersnot in der ersten Hälfte der pränatalen Entwicklung, war die Wahrscheinlichkeit höher, dass er als 19-Jähriger ein höheres Übergewicht aufwies als Männer, die als Embryo davon nicht betroffen waren. Personen, die von der Hungersnot in der zweiten Hälfte ihrer pränatalen Entwicklung betroffen waren, hatten ein geringeres Körpergewicht als davon unbeeinflusste Personen.

### Untersuchungsergebnisse der 1990er Jahre
Die Untersuchungen wurden in den 1990er Jahren fortgesetzt. Näher untersucht wurden 700 Personen, die mittlerweile in ihrem fünften Lebensjahrzehnt waren und deren pränatale Entwicklung teilweise in die Monate der Hungersnot fiel. Dabei bestätigten sich die Untersuchungsergebnisse der 1970er Jahre: Auch Frauen, deren erste Hälfte der pränatalen Entwicklung auf die Monate der Hungersnot fielen, hatten ein höheres Körpergewicht und einen größeren Taillenumfang als davon nicht betroffene Frauen. Sowohl Männer als auch Frauen, auf die dieses Merkmal zutraf, hatten höhere Cholesterinspiegel mit einem schlechteren Verhältnis zwischen HDL- und LDL-Cholesterin. Erwachsene, die in der zweiten Hälfte ihrer pränatalen Entwicklung von der Hungersnot betroffen waren, zeigten einen Stoffwechsel, der Kohlenhydrate schlechter verarbeiten konnten. Andere Studien kamen zu dem Ergebnis, dass eine Unterernährung in der pränatalen Phase das Risiko erhöhte, später an einer psychischen Krankheit zu leiden oder Lungen- oder Nierenprobleme zu entwickeln. Bei Frauen fand man ein erhöhtes Risiko, an Brustkrebs zu erkranken.

### Aktueller Untersuchungsfokus
Die wissenschaftlichen Untersuchungen der „Dutch Famine Birth Cohort Study“ konzentrieren sich nun auf die epigenetischen Auswirkungen der Hungersnot. Grundsätzlich zeigen die ersten Ergebnisse der Untersuchungen, dass auch die Kinder der Personen, die während ihrer pränatalen Entwicklung unter der Hungersnot litten, häufiger gesundheitliche Probleme haben als die Nachkommen von Frauen, die diese Hungersnot während ihrer Schwangerschaft nicht durchliefen. Unterschiede lassen sich beispielsweise bei Insulinähnlichen Wachstumsfaktoren, darunter vor allem bei IGF2 feststellen.

## Einzelbelege
1. ↑  Uitzending Gemist – Vroeger & Zo De hongerwinter – 1944. Abgerufen am 29. Oktober 2016 (niederländisch).
2. ↑  Rolf-Dieter Müller: An der Seite der Wehrmacht: Hitlers ausländische Helfer beim »Kreuzzug gegen den Bolschewismus«. S. 142. 2007, Ch. Links Verlag (Fischer Taschenbuch 2010, ISBN 978-3-596-18150-6).
3. ↑  David Barnouw (1999): De hongerwinter. S. 52, ISBN 978-90-6550-446-3.
4. ↑  David Barnouw: Die Niederlande im Zweiten Weltkrieg, S. 93.
5. ↑  David Barnouw: Die Niederlande im Zweiten Weltkrieg, S. 94.
6. ↑  Horst Lademacher: Geschichte der Niederlande. Politik – Verfassung – Wirtschaft. Wissenschaftliche Buchgesellschaft, Darmstadt 1983, ISBN 3-534-07082-8, S. 451.
7. 1 2   David Barnouw: Die Niederlande im Zweiten Weltkrieg, S. 95.
8. ↑   David Barnouw: Die Niederlande im Zweiten Weltkrieg, S. 96.
9. 1 2 3  David Barnouw: Die Niederlande im Zweiten Weltkrieg, S. 97.
10. ↑  Rutherford: A Brief History of Everyone who ever lived. Kapitel Fate. Ebook-Position 4367.
11. 1 2 3  Francis: Epigenetics, S. 2.
12. 1 2 3  David Barnouw: Die Niederlande im Zweiten Weltkrieg, S. 98.
13. ↑  Rutherford: A Brief History of Everyone who ever lived. Kapitel Fate. Ebook-Position 4374.
14. ↑  Russel: Hunger. S. 169.
15. ↑  Die Geschichte der Niederlande 1940–1945: Kapitel Hungersnot auf NiederlandeNet, Webpräsenz der Universität Münster.
16. ↑   David Barnouw: Die Niederlande im Zweiten Weltkrieg, S. 99.
17. ↑  De Zweedsche hulp aan bezet Nederland. In: De Stem, 2. Februar 1945, S. 1 (niederländisch).
18. ↑  Berichten uit bezet gebied. In: De Stem, 8. März 1945, S. 1 (niederländisch).
19. ↑  The Bad Penny Crew of Operation Manna, Canada, abgerufen am 22. Februar 2016.
20. ↑  Jon Lake: Lancaster Squadrons 1944-45, Osprey Publishing, 2002, ISBN 978-1-84176-433-7, S. 84 ff.
21. ↑  Bergen - Abandoned, Forgotten & Little Known Airfields in Europe, abgerufen am 3. März 2016.
22. ↑   Francis: Epigenetics, S. 163.
23. ↑   Francis: Epigenetics, S. 3.
24. ↑  Russel: Hunger. S. 170.
25. 1 2 3   Russel: Hunger. S. 171.
26. 1 2   Francis: Epigenetics, S. 4.
27. ↑   Francis: Epigenetics, S. 7.